# Colaptes melanochloros
Colaptes melanochloros là một loài chim trong họ Picidae.

## Hình ảnh

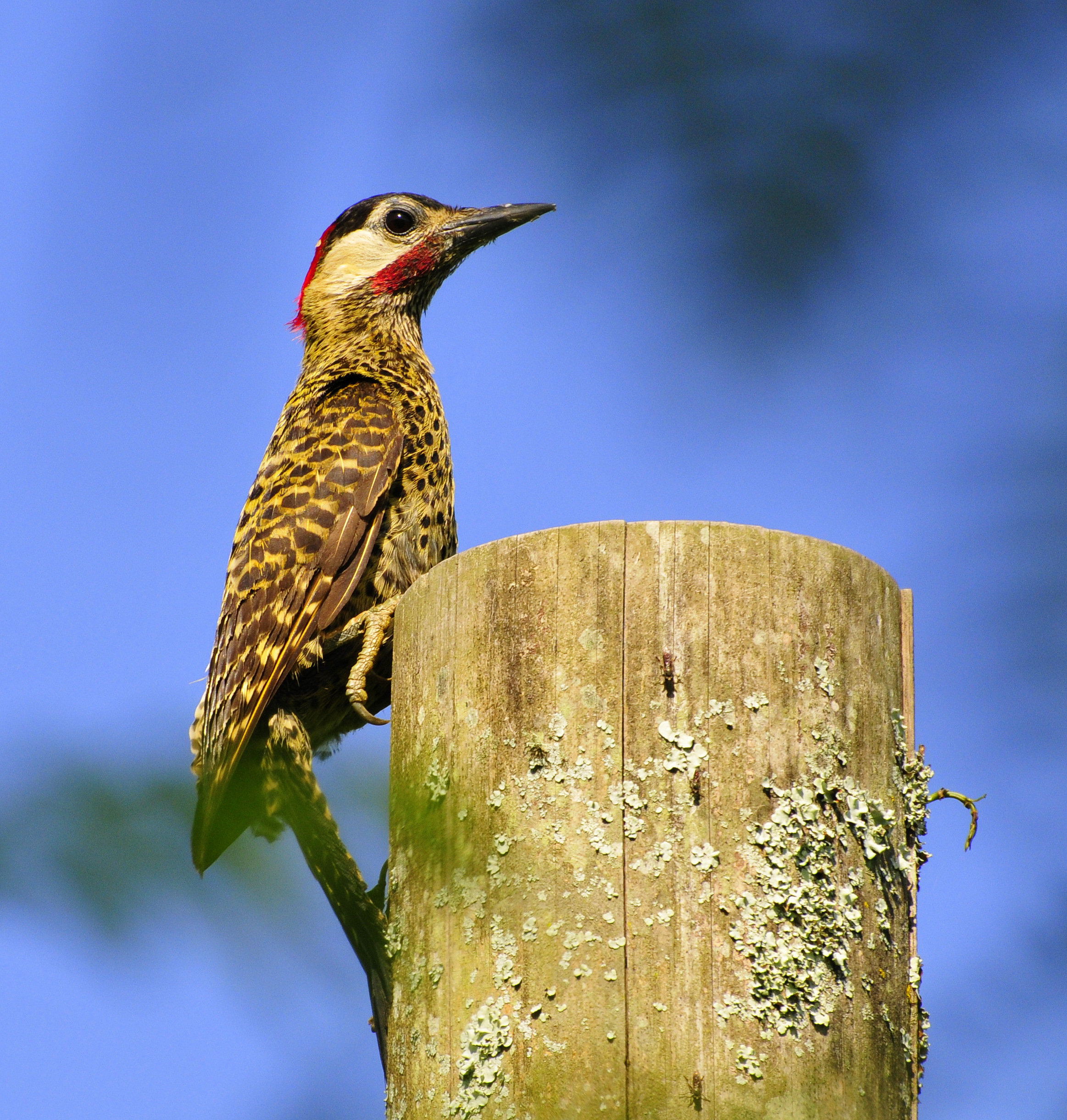
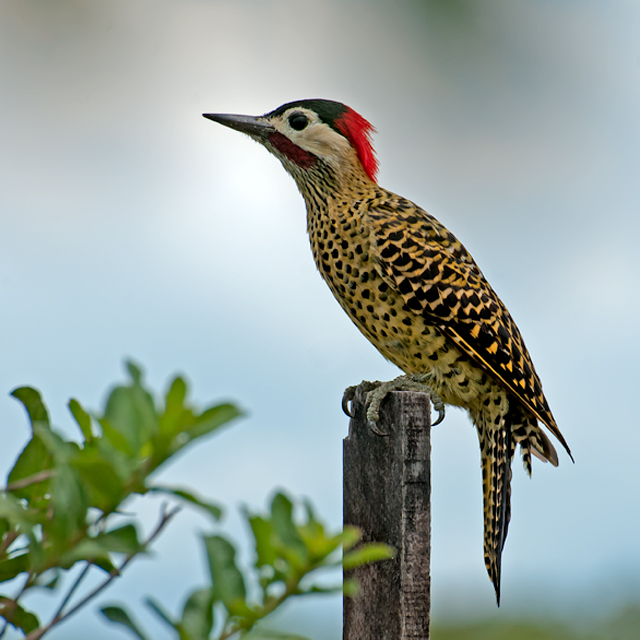
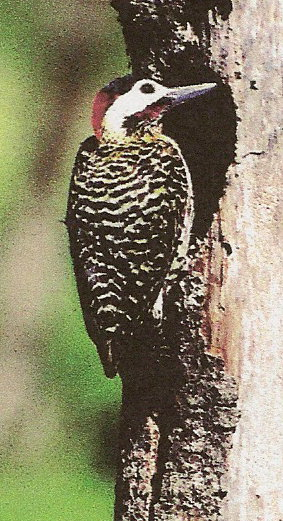